# Andrés Guardado
José Andrés Guardado (født 28. september 1986 i Guadalajara) er en mexicansk fodboldspiller, der spiller i den spanske klub Real Betis. Han er en venstrekantsspiller, der har spillet 179 kampe og scoret 28 mål (pr. november 2022) for Mexicos landshold.
I sommeren 2012 skiftede han til Valencia på en fri transfer fra Deportivo de La Coruña. Her havde han fra 2007 til 2012 spillet 134 ligakampe og scoret 23 mål. Kontrakten med Valencia var gældende til 30. juni 2016.
Før han kom til Spanien i 2007, havde han hele sin karriere spillet for Club Atlas i hjemlandet.